# Sphenomorphus lineopunctulatus
Espèce
Sphenomorphus lineopunctulatus est une espèce de sauriens de la famille des Scincidae.

## Répartition
Cette espèce se rencontre au Laos, au Cambodge et en Thaïlande.

## Publication originale
- Taylor, 1962 : New oriental reptiles. University of Kansas science bulletin, vol. 43, no 7, p. 209-263 (texte intégral).